# Fjellstrand
Fjellstrand is een plaats in de Noorse gemeente Nesodden, fylke Akershus. Fjellstrand telt 823 inwoners (2007) en heeft een oppervlakte van 1,03 km².